# Severiano de Heredia
Pour les articles homonymes, voir Heredia.
Severiano de Heredia, né le 8 novembre 1836 à La Havane et mort le 9 février 1901 dans le 17e arrondissement de Paris, est un homme politique français. Il est député, ministre et président du conseil municipal de Paris,,.

## Biographie
Né à La Havane, à Cuba, pendant la domination espagnole, Severiano de Heredia est le fils de Henri de Heredia et de Brigitte de Cardenas, tous deux gens de couleur libres,. Il est baptisé en tant que « mulâtre, né libre ». Son parrain, l'avocat et riche planteur Ignacio Heredia y Campuzano, marié à Madeleine Godefroy, est vraisemblablement son père naturel, ce qui ferait de lui le cousin germain direct du poète cubain José María Heredia et le cousin issu de germain du poète français José-Maria de Heredia.
À l'âge de dix ans, son parrain l'envoie en France. Severiano de Heredia fait de brillantes études au lycée Louis-le-Grand, où il reçoit en 1855 le grand prix d'honneur du lycée. Il compose plusieurs nouvelles et essais poétiques. Son parrain fait de lui son héritier, le mettant à l'abri du besoin.
Franc-maçon, il est initié en 1866 à la loge « L'Étoile polaire » du Grand Orient de France et en devient par la suite le Vénérable.
Il épouse Henriette Hanaire à Paris, le 3 novembre 1868, avec qui il a deux enfants : un fils, mort accidentellement à l'âge de douze ans, ainsi qu'une fille. Celle-ci, Marcelle Lapicque, sera neurophysiologiste, au côté de son mari Louis Lapicque ; leur neveu et fils adoptif, Charles Lapicque, sera un peintre de la nouvelle École de Paris.
Severiano de Heredia demande la nationalité française « pour montrer qu'il reconnaissait ce qu'il devait à la France en ces temps difficiles et pour lui être utile »,[source insuffisante]. Il obtient sa naturalisation par un décret du 28 septembre 1870.
Il prend part à la rédaction de La Chronique universelle et de La Tribune dans les années 1870. Face à la Commune de Paris, « ce rentier fortuné, républicain et patriote éclairé, admira l'héroïsme des communards face aux Prussiens mais, bourgeois attaché à l'ordre, il se tint à distance de l'insurrection et de ses ambitions égalitaires. »

### Carrière politique
En 1873, Severiano de Heredia est élu au conseil municipal de Paris pour le quartier des Ternes (17e arrondissement de Paris). Il est républicain de tendance radicale. En 1879, il devient président du conseil municipal de Paris. À ce poste, il crée les bibliothèques municipales de la capitale.
En 1881, il est élu à la Chambre des députés. Républicain et laïque convaincu, il effectue son premier mandat sous l'étiquette de l'Union républicaine, et son second sous celle de la Gauche radicale.
Il lutte pour réduire la journée de travail en usine à dix heures pour les enfants de moins de douze ans, se prononce contre le général Boulanger, intervient dans le vote des lois sur le réseau métropolitain de Paris, prend part aux débats sur les sociétés de secours mutuel, sur les conventions avec les compagnies de chemins de fer, vote pour les crédits de l’expédition du Tonkin et réclame en vain la limitation de la journée de travail à onze heures.
En 1887, il est nommé ministre des Travaux publics dans le premier gouvernement de Maurice Rouvier. Il contribue au développement de la voiture électrique,.
L'Exposition coloniale de 1886 coïncide avec le début du déclin de sa carrière. Les milieux réactionnaires font de lui une cible privilégiée, le décrivant comme le « Nègre du ministère », le « ministre chocolat », « le nonchalant créole »,  celui dont « le teint avait la nuance d’un cigare colorado ». Il perd l'élection législative de 1889 et celle de 1893 face au candidat boulangiste Charles Le Senne. Il se retire de la scène politique pour se consacrer à l'histoire de la littérature.

### Fin de vie

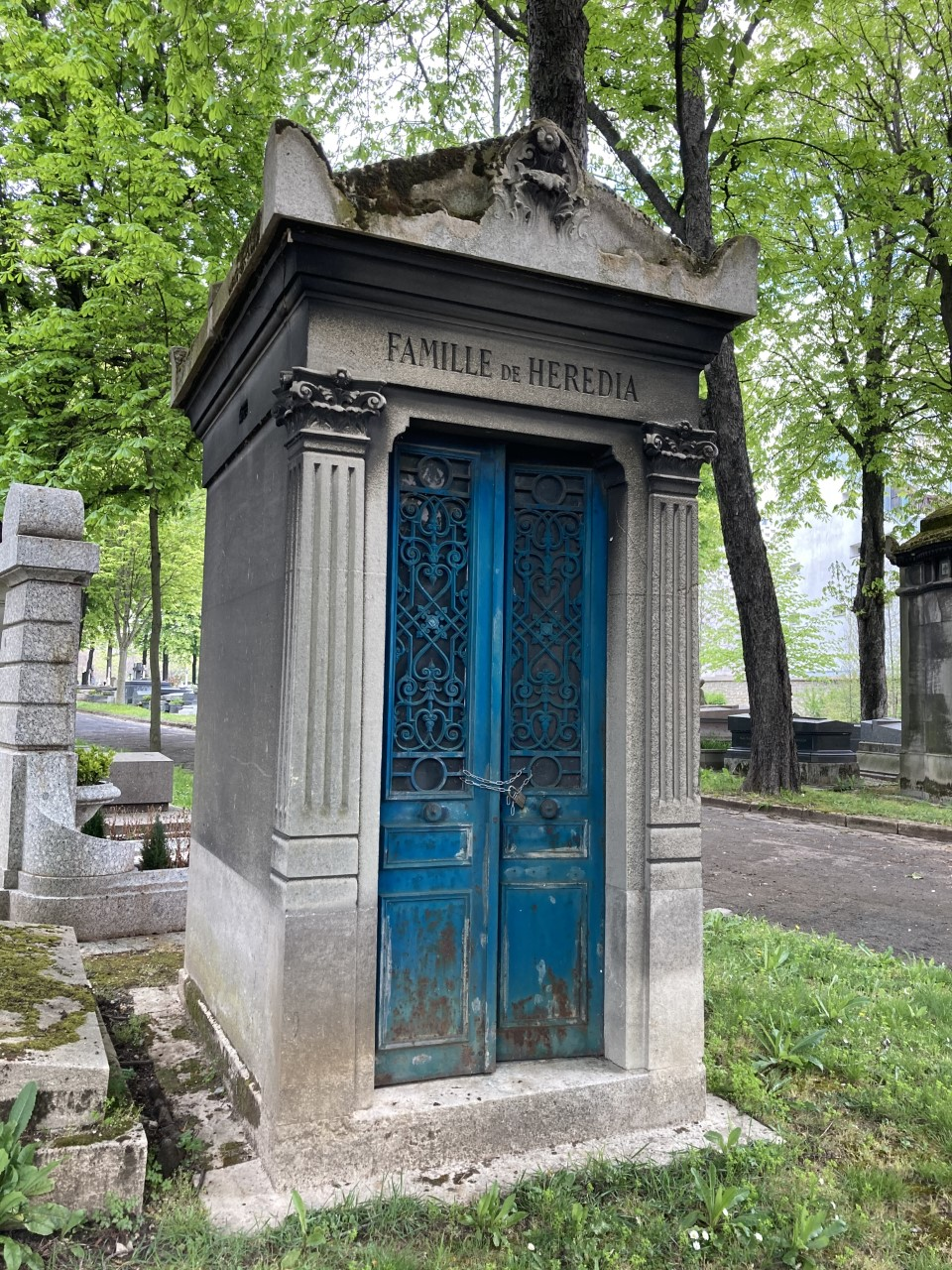
Chapelle funéraire au cimetière des Batignolles.

Severiano de Heredia meurt le 9 février 1901, terrassé par une méningite, en son domicile parisien du 177 bis rue de Courcelles. Il est enterré au cimetière des Batignolles à Paris dans une concession à perpétuité (division 8, ligne 1, numéro 39). Sa famille l'y rejoint, dont Louis et Marcelle Lapicque.

## Hommages
Le 10 septembre 2013, à l'initiative de l'élu socialiste Lamine Ndaw et avec le soutien du maire Bertrand Delanoë, son nom est associé à une voie du 17e arrondissement, dans le cadre d'une opération visant à améliorer la diversité et la parité des personnalités remarquables dans l'espace public. La rue Severiano-de-Heredia se trouve dans le quartier des Batignolles.
En septembre 2021 paraît la bande dessinée Severiano de Heredia - Élu de la République, dessinée par Isabelle Dethan et scénarisée par Antoine Ozanam.

### Sources
- CARAN Paris (Dossiers de demande de nationalité française)
- Archives de l'Assemblée nationale (1886-1887)
- « En 1879, le maire de Paris était noir », Le Figaro, 28 avril 2013.
- « Quand le maire de Paris était noir », Outre-Mer 1re, 29 avril 2013.
- « Severiano de Heredia a-t-il été le premier maire de Paris noir ?», Le Monde, 27 juin 2020.
- « Severiano de Heredia », dans Adolphe Robert et Gaston Cougny, Dictionnaire des parlementaires français, Edgar Bourloton, 1889-1891 [détail de l’édition]